# Vlag van De Zilk

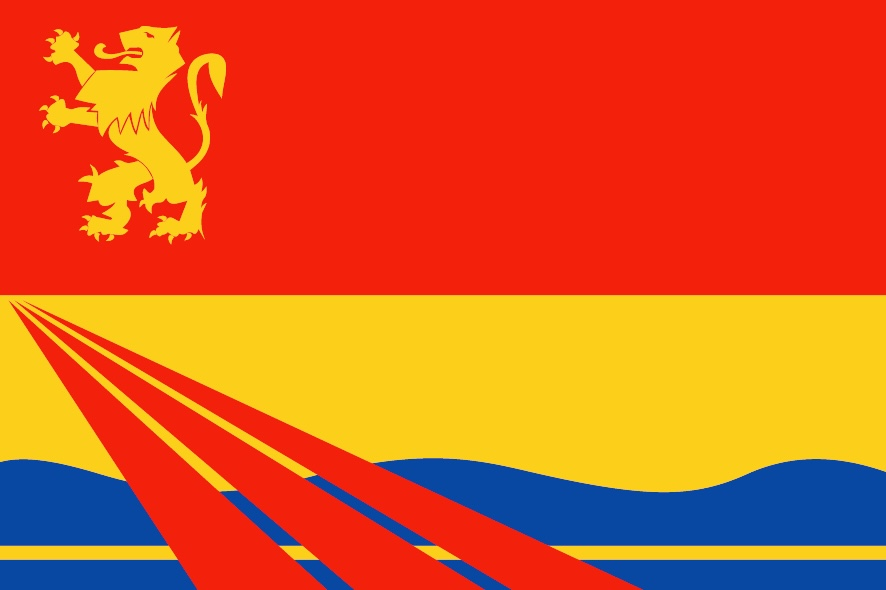
Vlag van De Zilk

De vlag van De Zilk werd op 23 december 2021 onthuld als dorpsvlag van de Zuid-Hollandse dorp De Zilk, die populair is en overal in het dorp is te zien. De vlag is ontworpen door George Lengers en mede tot stand gekomen door steun van Heerenclub De Zilk. 
De kleuren rood en geel zijn de officiële kleuren van de provincie Zuid-Holland, die is ook afkomstig uit de vlag van Zuid-Holland, terwijl het blauw afkomstig is uit de oude vlag van de gemeente Noordwijkerhout, waar De Zilk voor de fusie onder viel. De leeuw verbeeldt de Hollandse leeuw die Holland vertegenwoordigt, hoewel het zou kunnen aannemen dat het de leeuw van Noordwijkerhout is. De drie rode geren tonen bloembedden die vanuit de horizon naar voren komen. De Zilk is een authentiek bollendorp waar vooral hyacinten, narcissen en tulpen worden verbouwd. Het cijfer drie symboliseert ook Geloof, hoop en liefde, begrippen die verbonden zijn met de Heilig Hart van Jezuskerk. De blauwe golven symboliseren water dat essentieel is voor de bollenteelt en wijzen ook op de locatie van het dorp, dicht bij de duinen en de zee.
Achthuizen
· De Zilk
· Den Bommel
· Dirksland
· Dubbeldam
· Goedereede
· Gouderak
· Heerjansdam
· Herkingen
· Hoek van Holland
· Kaag
· Katwijk
· Kijkduin
· Klaaswaal
· Lekkerkerk
· Lisse
· Maasdam
· Maasland
· Melissant
· Middelharnis
· Nieuwe-Tonge
· Noordeloos
· Ooltgensplaat
· Ouddorp
· Oude-Tonge
· Rijnsburg
· Rockanje
· Scheveningen
· Sommelsdijk
· Stad aan 't Haringvliet
· Stellendam
· Tiengemeten
· Valkenburg
· Wieldrecht